# 蟹江裕介
蟹江 裕介（かにえ ゆうすけ、7月29日 - ）は、日本の元男性声優。東京都出身。最終所属はWITH LINE。

## 略歴
東京アニメーター学院専門学校声優タレント科出身で、在学中より声優活動を開始している。
2023年9月30日を以て廃業した事が事務所の公式ホームページにて発表された。

## 人物
趣味としてキックボクシングと殺陣をそれぞれ挙げている。

## 出演

### テレビアニメ
2014年
- ウィザード・バリスターズ 弁魔士セシル（カメラ小僧B）
- 星刻の竜騎士（男子生徒）
- ノーゲーム・ノーライフ

2015年
- のんのんびより りぴーと（作業員、バス会社の人）
- 緋弾のアリアAA（男子生徒、男）

2016年
- シュヴァルツェスマーケン（アナウンス）
- 灰と幻想のグリムガル（義勇兵A）

2019年
- 私、能力は平均値でって言ったよね!（店主）

2020年
- pet（療養施設の職員たち）
- ネコぱら（男性モブB）

2021年
- 幼なじみが絶対に負けないラブコメ（司会）
- プラチナエンド（観客1）

2022年
- 阿波連さんははかれない（男子生徒）
- ブッチギレ!（町人）
- 黒の召喚士（ギムル）

2023年
- D4DJ All Mix（男性客、スタッフ、観客）
- 人間不信の冒険者たちが世界を救うようです（観客）
- 吸血鬼すぐ死ぬ2（吸血鬼脱衣麻雀クラブ 西）
- ゴブリンスレイヤーII（森人）

2024年
- 転生したら第七王子だったので、気ままに魔術を極めます（町人、領民）
- ブルーアーカイブ The Animation（アビドス市民）
- 異世界ゆるり紀行 〜子育てしながら冒険者します〜（モブ男A）

2025年
- 強くてニューサーガ（町人C、騎士D）

### 劇場アニメ
- 私に天使が舞い降りた! プレシャス・フレンズ（2022年）

### ゲーム
2018年
- SKYOVER
- 戦国大河（岡部元信）
- ファイトリーグ（熱闘戦士ケトラー）
- ファントム オブ キル

2019年
- モンスターストライク（ハッカクリザード、ネズビリー、シロアラント）

### デジタルコミック
- エリートヤンキー三郎（2014年）
- 無敵のベイビーブルー（2023年、前田先生）[9]

### その他コンテンツ
- クリオネの灯り（ボイスドラマ、野球部先輩）